# Операция «Анаконда»
Операция «Анаконда» (англ. Operation Anaconda) — военная операция, проводившаяся международной коалицией во главе с США против сил террористической организации «Аль-Каида» в Афганистане с 1 по 18 марта 2002 года. Одна из операций глобальной войны с терроризмом.

## Предпосылки операции
После падения Кабула и укреплённого комплекса Тора-Бора в ноябре—декабре 2001 года часть боевиков «Аль-Каиды» отступила в район Гардеза на юго-востоке Афганистана. Данные американской разведки в начале 2002 года показывали, что боевики перегруппировываются в долине Шахи-Кот и готовятся к активным боевым действиям. Командование США приняло решение нанести упреждающий удар и уничтожить группировку противника до того, как она возобновит активность.

## Силы сторон
К участии операции было привлечено три батальона (1200 человек) 101-й воздушно-десантной (аэромобильной) и 10-й горнопехотной дивизий Армии США, подразделения американского 75-го полка рейнджеров, части сил специальных операции США, Австралии, Германии, Дании, Канады, Норвегии и Франции (несколько сот человек), а также около 1000 афганских бойцов правительственных сил.
Им противостояло несколько сот боевиков организации «Аль-Каида» и Талибана.

## Ход событий
Операция «Анаконда» проводилась со 2 по 18 марта 2002 года. Первоначальный план предусматривал осуществление классической схемы «молот и наковальня», в которой лояльные США афганские силы должны были войти в долину, а два американских батальона — перекрыть все выходы из неё, что обеспечило бы окружение противника. На этапе планирования операции были допущены серьёзные просчёты. Не располагая адекватными разведданными, американское командование в Афганистане сочло, что противник не окажет серьёзного сопротивления, и операция будет завершена легко и быстро. В действительности боевики «Аль-Каиды» оказались готовы к обороне. В первый же день операции её план оказался нарушен, и американские командиры были вынуждены импровизировать на месте.
Наиболее известным событием операции «Анаконда» стало сражение на хребте Такур-Гар 4 марта. Из-за нескоординированности своих действий подразделения американского спецназа трижды за день попадали в засаду на высоте Такур-Гар, в результате чего два тяжёлых транспортных вертолёта MH-47E были повреждены, а третий уничтожен.
В дальнейшем, задействовав дополнительные силы авиации, сыгравшей в операции очень значительную роль, силы коалиции сумели войти в долину Шахи-Кот и прочесать её. К этому времени бо́льшая часть боевиков «Аль-Каиды» либо погибла, либо покинула долину.

## Итоги
Командование США объявило операцию «Анаконда» крупным успехом коалиции, однако это утверждение было неоднозначно воспринято в армейских кругах. По итогам «Анаконды» развернулась оживлённая дискуссия о том, почему на этапе планирования не было уделено должного внимания авиационному компоненту сил коалиции, что привело к очень большим трудностям во взаимодействии наземных подразделений с ударной авиацией. Опыт этой операции привёл к улучшению механизмов взаимодействия между ВВС и Армией США.
Потери сил США в операции составили 8 человек погибшими и более 80 ранеными, а также несколько поврежденных и уничтоженных вертолетов. Все погибшие были военнослужащими подразделений спецназа, семь из восьми погибли в бою на Такур-Гар. Потери сил «Аль-Каиды» неизвестны; по разным данным, они составили от 100 до 1000 человек убитыми (как заявляют американские военные, однако на месте боя смогли обнаружить лишь 30 тел погибших моджахедов). По состоянию на 2007 год сражение в долине Шахи-Кот оставалось самым крупным сражением с участием наземных сил США в Афганистане.